# Flutterwave
Flutterwave是尼日利亚的金融科技公司，为整个非洲大陆的全球性商家及支付服务提供商提供用于支付业务的基础设施。